# Ирфан Хан
Сахабзаде Ирфан Али Хан (Sahabzade Irrfan Ali Khan), известен като Ирфан Хан или само Ирфан, е индийски филмов актьор.
Роден е на 7 януари 1967 в Джайпур, щата Раджастан в Индия. Работи основно за индийското кино, но е известен и с ролите си в британски и холивудски филми. Филмовите критици и съвременниците му го смятат за един от най-добрите индийски актьори, заради разнообразната му и естествена актьорска игра.
През 2011 година Хан получава „Падма Шри“ – четвъртата по ранг гражданска награда в Индия за приносите си в областта на изкуството. Отличен е с наградата за най-добър актьор на 60-ите национални филмови награди на Индия за възплъщението си в ролята на атлета Паан Сингх Томар в едноименния биографичен филм. През 2014 година той печели Азиатската филмова награда за най-добър актьор, три награди на Международната академия за индийско кино, три награди „Филмфеър“, една номинация за наградата „Независим дух“, и разнообразни други международни отличия.
Ирфан Хан е бил водещ на телевизионно шоу и участник в реклами. Към 2015 година, участва в повече от 50 индийски филма в Боливуд и няколко международни продукции като „Беднякът милионер“, „Животът на Пи“, „Джурасик свят“, „Невероятният Спайдър-Мен“ и с главна роля наред с Том Ханкс във филма „Ад“ по едноименния роман на Дан Браун. През септември 2015 година Ирфан Хан е посочен за посланик на кампанията „Възраждащ се Раджастан“ на правителството на щата Раджастан в Индия.
Умира на 29 април 2020 г. след инфекция на дебелото черво.